# Болібрух Андрій Власович
Андрій Власович Болібрух (24 серпня 1921, село Горишківка, тепер Тульчинського району Вінницької області — 6 грудня 1976, місто Рига, тепер Латвія) — радянський військовий діяч, генерал-лейтенант. Депутат Верховної ради Естонської РСР 6-го скликання, депутат Верховної ради Азербайджанської РСР 8-го скликання. Член ЦК КП Азербайджану.

## Життєпис
Народився в селянській родині.
З жовтня 1939 року — в Червоній армії (РСЧА): червоноармієць, начальник штабу 322-го стрілецького полку 32-ї стрілецької дивізії. Учасник німецько-радянської війни. Закінчив Військову академію РСЧА імені Фрунзе.
Член ВКП(б) з 1943 року.
Після війни — на командних посадах у Радянській армії, начальник штабу дивізії, командир дивізії, начальник штабу армії.
Закінчив Академію Генерального штабу Збройних сил СРСР.
22 вересня 1967 — 19 січня 1973 року — командувач 4-ї армії Закавказького військового округу.
З 19 січня 1973 по 6 грудня 1976 року — перший заступник командувача військ Червонопрапорного Прибалтійського військового округу.
Помер 6 грудня 1976 року в місті Ризі. Похований на Кунцевському цвинтарі Москви.

## Звання
- капітан
- майор
- генерал-майор (27.04.1962)
- генерал-лейтенант (19.02.1968)

## Нагороди
- орден Вітчизняної війни І ст. (24.08.1944)
- орден Вітчизняної війни ІІ ст. (15.04.1944)
- три ордени Червоної Зірки (10.10.1943, 1954)
- орден «За службу Батьківщині у Збройних Силах СРСР» ІІІ ступеня
- медаль «За оборону Москви» (1944)
- медаль «За перемогу над Німеччиною у Великій Вітчизняній війні 1941—1945 рр.» (1945)
- медаль «За бойові заслуги» (1950)
- медалі